# Дашкевич-Горбацький Микола Владиславович
Дашкевич-Горбацький Микола Володиславович — (1 травня 1873 — †?)  — капітан ІІ рангу Морського міністерства УНР.

## Біографія
На службі в Українській Державі з 1918 р. — начальник відділу морської піхоти Головного Морського штабу Морського міністерства, з серпня — офіцер для особливих доручень Воєнного міністерства, з жовтня 1918 р. — військово-морський аташе у Австрії.
Після падіння гетьманату 18 липня 1920 через Болгарію прибув до Севастополя і був призначений начальником відділу — інспектором Морського Корпусу.
30 жовтня 1920 р. відбув в еміграцію на дредноуті «Генерал Алексєєв» («Воля»). З 1920 р. з дружиною проживав у Хорватії як біженець, де досить бідував.